# Louis d'Opole
Louis d'Opole (polonais : Ludwik opolski; né vers 1450 – mort entre le 23 mai 1475 et le 4 septembre 1476), fut duc d'Opole-Brzeg-Strzelce-Niemodlin entre 1466–1476 conjointement avec son père et corégent et peut-être brièvement en 1476 conjointement avec ses frères.

## Éléments de biographie
Louis est le fils aîné du duc Nicolas Ier d'Opole et de son épouse Agnès, fille du duc Louis II de Brzeg. il porte le nom de son grand-père maternel.
En 1466 Louis est nommé corégent du duché d'Opole par son père. Un an plus tard en 1467, il prend part à l'assemblée de Wrocław, où la guerre est déclarée au roi, Georges de Poděbrady, et où Casimir IV de Pologne est invité à réclamer le trône de Bohême du droit de son épouse pour l'un de ses fils.
Louis meurt entre le 23 mai 1475 et le 4 septembre 1476. S'il vit après le 3 juillet 1476, il règne conjointement avec ses frères quelques mois sur le duché après la mort  de leur père. On ignore où il a été inhumé bien que cela soit probablement dans l'église des Franciscaine d'Opole qui était la nécropole familiale. Opole. Après sa mort célibataire et sans descendant ses jeunes frères Jean II le Bon et Nicolas II assument le gouvernement d'Opole conjointement comme corégents. Une année plus tard ils décident sans doute de diviser le duché entre eux.

## Source de la traduction
- (en) Cet article est partiellement ou en totalité issu de l’article de Wikipédia en anglais intitulé « Louis of Opole » (voir la liste des auteurs), édition du 16 septembre 2014.